# Prosoeca pygmea
Prosoeca pygmea är en tvåvingeart som beskrevs av Hull 1958. Prosoeca pygmea ingår i släktet Prosoeca och familjen Nemestrinidae. Inga underarter finns listade i Catalogue of Life.